# 科隆塔伊夫

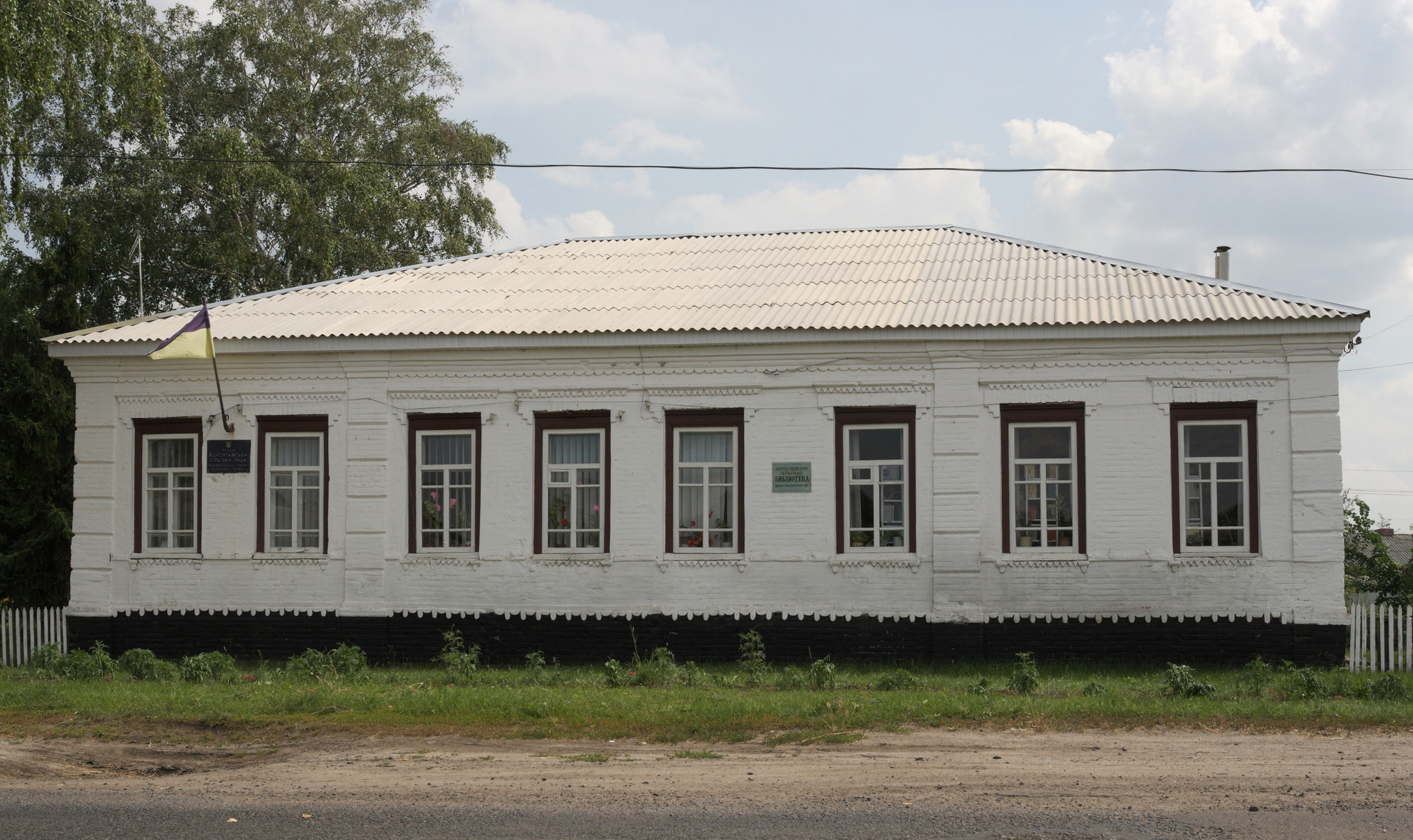

科隆塔伊夫是位於烏克蘭東部的村莊，由哈爾科夫州博霍杜希夫區的克拉斯諾庫特斯克市鎮負責管轄。該村始建於1654年，面積8.36平方公里，海拔高度105米，2001年人口1,197，人口密度每平方公里143.2人。
49°59′9″N 34°58′12″E / 49.98583°N 34.97000°E